# Notstandsgesetzgebung
Die Notstandsgesetzgebung ist die Art, wie Gesetze bei einem Notstand, abweichend vom normalen Weg, als Notstandsgesetze erlassen werden können. Dies kann notwendig sein, wenn durch den Notstand der demokratische Gesetzgebungsprozess nicht mehr beschritten werden kann. Allerdings besteht dabei die Gefahr, dass der Notstand zur Regel wird, und damit der Weg der demokratischen Gesetzgebung ausgehebelt wird. Man spricht dann vom Notstand der Republik.

## Situation in Deutschland
In Deutschland ist die Notstandsgesetzgebung durch die Notstandsgesetze vom 30. Mai 1968 geregelt: es übernimmt der Gemeinsame Ausschuss die Aufgabe der Gesetzgebung. Eine weitere Möglichkeit ist, dass eine einzelne Person, zum Beispiel der Präsident im Notfall Verordnungen mit Gesetzeskraft erlassen kann, wie es der Reichspräsident der Weimarer Republik mit den Notverordnungen konnte.